# 아르망 팡베른
아르망 팡베른(프랑스어: Armand Penverne; 1926년 11월 26일, 브르타뉴 지방 퐁-스코르프 ~ 2012년 2월 27일, 프로방스-알프-코트 다쥐르 마르세유)은 프랑스의 전 축구 수비수이자 감독이다. 그는 현역 시절 대부분을 스타드 랭스에서 보내며 프랑스 리그를 4번 우승했고, 유러피언컵 결승전에 1번 출전했다. 그는 프랑스 국가대표팀 경기에 39번 출전해 2골을 기록했다. 현역 은퇴 후, 팡베른은 1962년 7월부터 12월까지 마르세유 감독을 역임했고, 이후 고향 연고의 라 시오타에서 1963-64 시즌에 단장을 맡았다. 2012년 2월 28일, 그는 향년 85세로 영면에 들었다.

## 수상
랭스
- 디비시옹 1
  - 우승: 1948–49, 1952–53, 1954–55, 1957–58
  - 준우승: 1946–47, 1953–54
- 쿠프 드 프랑스: 1949–50, 1957–58
- 트로페 데 샹피옹: 1955, 1958
- 유러피언컵 준우승: 1958–59
- 코파 라티나
  - 우승: 1953
  - 준우승: 1955